# Henrik De Try
Henrik De Try, död 12 november 1669, var en svensk industriman.

## Biografi
Henrik De Try var av vallonsk härstamning. Han var nära besläktad med familjen Kock/Cronström och gift med Catharina de Besche, dotter till Hubert de Besche d.ä., båda släkterna från Liège, varför De Try möjligen stammade därifrån. Det är dock även möjligt att han tillhörde mässingsgjutarsläkten von Trier (de Try, de Trij) från Aachen.
1638 var han anställd vid Louis De Geers faktori i Norrköping från 1640 innehade han en egen smidesverkstad där. Han började dock snart syssla med handel, senare även grosshandel och rederiverksamhet, och gjorde sig en mindre förmögenhet och var ägare till flera hus i Norrköping. 1642 blev han borgare i staden och 1645 föreståndare för Norrköpings mässingsbruk.
1652 köpte han ett hemman i Gusum, och resan samma år började han planera för anläggandet av ett bruk där, sedan privilegiet för bruket utfärdats på hösten kunde verksamheten starta redan nästa år. Till kompanjoner hade Henrik De Try sina båda svågrar Abraham och Hubert de Besche. 1655 erhöll de privilegium för att tillverka järnkanoner, och senare samma år erhöll anlades styckgjuterier även vid Ankarsrums och Överum. Samtidigt anslöt sig ytterligare två svågrar till kompanjonskapet, Gillis de Besche och Gillis Willemoth.
Ganska snart började man planera för att utvidga verksamheten med anläggandet av ett mässingsbruk. Förhandlingar inleddes med hustruns släkting affärsmannen Claude Roquette/Hägerstierna. Denne krävde dock att Henrik De Try ensam skulle stå för verksamheten, då bröderna de Besche varit inblandade i trassliga affärer och misskötta bruk. Starten gick snabbt, kontraktet mellan Claude Roquette och Henrik De Try undertecknades i december 1660, redan på hösten 1661 kunde mässingsbruket sättas igång vid årsskiftet 1661/1662 var man igång med tråddragning vid bruket. Näst efter Norrköpings mässingsbruk var Gusum vid denna tid Sveriges största. 
Verksamheten kom dock att bli Henrik De Trys ruin. Kort efter bruksstarten inträffade hösten 1663 den Palmstruchska bankens krasch, vilken försatte honom i ekonomiskt trångmål. Claude Hägerstierna utnyttjade tillfället att skaffa sig avtalsfördelar, och Henrik De Try drog på sig allt större skulder till Hägerstierna, som 1666 slutligen krävde inlösning av bruket för egen del för att reglera skulderna. Henrik De Try var vid denna tid gammal och svag, rättegången sköttes främst av hans hustru. Den slutade med att bruket övertogs av hans släktingar i släkten Kock/Cronström och en annan ingift släkting, Jacob Momma/Reenstierna. Efter hans död 1669 övertogs affärerna av hans änka. Efter att en tid lyckat få uppskov tvingades dödsboet 1679 till exekution på dess kvarstående egendom.
Henrik De Trys person är ett flertal sägner knutna. Bland annat finns på Överrums bruk ett porträtt av honom som sägs orsaka diverse olyckor om det flyttas därifrån. Henrik De Try och hans hustru skänkte 1663 en dopfunt av mässing till Ringarums kyrka, som ännu finns där. Själv är han begravd i Sankt Olai kyrka i Norrköping.